# Shimon ibn Lavi
Shimon ibn Lavi (hébreu : שמעון אבן לביא) est un rabbin, poète liturgique et kabbaliste séfarade ayant vécu en Afrique du Nord au XVIe siècle. Auteur d’un commentaire du Zohar, le Sefer Ketem Paz, il est considéré par les Juifs de Libye comme le père de leurs traditions.

## Éléments biographiques
Les informations dont on dispose sur ce personnage sont rares et parfois contradictoires. La tradition veut qu'il soit né en Al-Andalus et se soit réfugié à Fès au Maroc en 1492, au moment de l'expulsion des Juifs d'Espagne. Plusieurs années plus tard, il se met en route pour la Palestine et, capturé en chemin en 1548, il arrive à Tripoli où il décide de rester pour raffermir la foi de ses coreligionnaires. Il devient aussi médecin personnel du gouverneur ottoman Yihya Pasha.

## Œuvre
Plusieurs piyyoutim (poèmes liturgiques) lui sont attribués dont Bar Yohaï (en), encore en usage dans plusieurs communautés de nos jours. D'après les commentaires présents dans le Ketem Paz, il semble que cet ouvrage ait été écrit en 1570-1571. Il y apparaît comme une figure d'autorité qui n'hésite pas à s'engager dans des controverses, tant contre la théologie chrétienne que sur la philosophie juive ; cependant, très peu d'éléments historiques transparaissent. L'ouvrage, qui est seulement imprimé, à Livourne, en 1994-1995 passe inaperçu lors de sa publication en raison de la prééminence de l'œuvre d'Isaac Louria contemporaine qui influence beaucoup les kabbalistes. Une source du XVIe siècle signale sa mort en 1584-1885.
Ces éléments biographiques ne sont cohérents que si l'on fait l'hypothèse que Shimon Ibn Lavi a vécu a un âge très avancé (naissance avant 1492, mort en 1584). Il est aussi possible qu'il y ait eu deux personnages homonymes, Shimon Lavi, expulsé d’Espagne et auteur de plusieurs piyyoutim dont Bar Yohaï et Shimon ibn-Lavi, auteur du Ketem Paz.

## Sépulture
En 1912, à l'occasion de travaux de terrassement effectués par les Italiens, les Juifs identifient une sépulture qu'ils affirment être celle de Shimon ibn Lavi. Les célébrations données pour l'occasion et le projet des Juifs d'ériger un monument en ce lieu provoque l'inquiétude des dignitaires musulmans qui craignent que cela soit perçu comme un triomphe des Juifs et ne suscite la colère de la foule musulmane. Ils parviennent à mettre fin à l'entreprise en faisant pression pour que les restes soient attribués à un musulman.